# Koiak
Koiak (en copto: Ⲕⲟⲓⲁⲕ), también conocido como Joiak (en griego: Χοιάκ, Joiák), Kiyahk (en árabe: كياك) o كيكه, es el cuarto mes de los calendarios egipcio y copto antiguos. 
Comprende desde el 10 de diciembre al 8 de enero del calendario gregoriano, o desde el 11 de diciembre al 9 de enero del calendario gregoriano en los años del calendario copto, inmediatamente después de un año bisiesto del calendario copto (que ocurren cada cuatro años, en los años del calendario copto inmediatamente anteriores a los que son divisibles por 4 para dar un número entero. Es decir, 1719, 1723, 1727, 1731, etc. son todos ejemplos de años bisiestos en el calendario copto). El mes de Koiak es también el cuarto mes de la Estación de Ajet (inundación) en el Antiguo Egipto, cuando las inundaciones del Nilo cubrían la tierra. Pero esto ya no se produce desde la construcción de la Gran Presa de Asuán.

## Etimología
| D28 · D28 · Z2 |

| D28 · D28 · Z2 |

El nombre del mes de Koiak proviene de *Kuʔ ḥar Kuʔ (Ka Ha Ka), "Alma de alma" o "Dios de dios", uno de los nombres del antiguo dios egipcio Toro Apis.
En idioma egipcio. 

## Fiesta de los ritos de Isis y Osiris
Durante el primer milenio antes de Cristo, se celebraban fiestas donde se representaban los Misterios de Osiris en el mes de Joiak en varias ciudades egipcias para conmemorar los principales episodios del mito de Osiris: su asesinato por Seth, su momificación por Isis y Anubis y su victoria sobre la muerte.
En la época romana, se siguieron celebrando las fiestas denominadas Isia para conmemorar los ritos de Isis con su esposo Osiris.

## Tradición copta
El mes de Koiak ocupa un lugar especial en el rito de la Iglesia ortodoxa copta. Se le conoce como el 'Mes de Mariam' ("Mes de María") porque la Natividad, según el calendario copto cae el 29 de Koiak. El mes está caracterizado por hermosas alabanzas de medianoche que conmemoran la Encarnación del Señor y veneran a su Madre, la Virgen María. El nombre de la alabanza de medianoche de Koiak se traduce como "Siete y Cuatro", describiendo el esquema de la alabanza, que consta de 4 Cánticos y 7 Theotokia (glorificaciones de Santa María).
Fue a principios del mes de Koiak en el año 1726 del calendario copto cuando se dice que la Virgen María apareció en las iglesias de todo Egipto.